# Ram ProMaster City

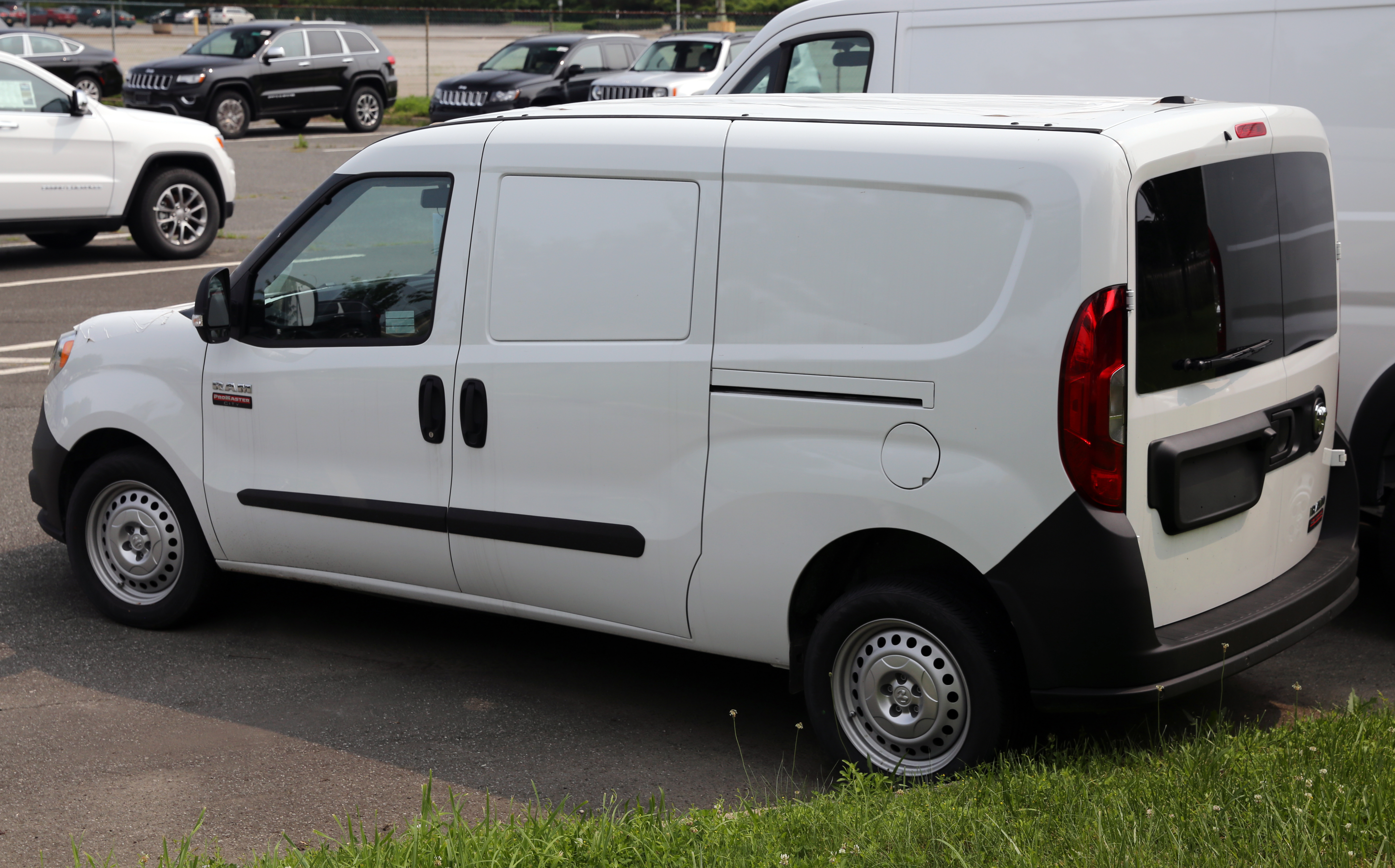
Вид сзади

Ram ProMaster City — малотоннажный коммерческий автомобиль компании Ram Trucks, выпускаемый с 2014 года в США и Турции (Tofas). Является лицензионным клоном Fiat Doblò второго поколения.
Автомобиль оснащается двигателем внутреннего сгорания Chrysler объёмом 2,4 литра, мощностью 178 л. с. в паре с 9-ступенчатой автоматической трансмиссией.
Модификации автомобиля — Tradesman Cargo (фургон) и Wagon (грузопассажирский вариант). В 2019 году автомобиль прошёл рестайлинг. Радиаторная решётка с эмблемой RAM была заменена обычной с надписью RAM.